# Guillermo Dannaher
Guillermo Federico Dannaher (1890 – 1927) fue un futbolista argentino que se desempeñó como delantero. Jugó en varios clubes de Argentina, entre ellos Tiro Federal, Argentino de Quilmes, Atlanta, Huracán y Quilmes.

## Trayectoria
Comenzó su carrera en Tiro Federal (1910–1913), y luego pasó por Argentino de Quilmes (1913–1914). En 1917 jugó en Atlanta, y entre 1920 y 1923 formó parte del plantel de Huracán. Cerró su carrera en Quilmes entre 1923 y 1925.

## Selección nacional
Integró la selección argentina entre 1913 y 1914, disputando siete encuentros. Representó al país en torneos amistosos oficiales como la Copa Udaondo, la Copa Premio Honor Argentino y la Copa Círculo de Prensa.